# Église Saint-Pierre de Meusnes
Pour les articles homonymes, voir Église Saint-Pierre.
L'église Saint-Pierre est une église catholique située à Meusnes, en France.

## Localisation
L'église est située dans le département français de Loir-et-Cher, sur la commune de Meusnes.

## Historique
L'édifice est construit au 11e siècle et parachevé au 12e siècle  et est classé au titre des monuments historiques en 1959.